# Humboldt Beginnings
Humboldt Beginnings è il quarto e ultimo album del gruppo hip hop statunitense The Pharcyde, pubblicato il 13 luglio del 2004. Distribuito dall'etichetta indipendente Chapter One Entertainment, l'album, passato inosservato da pubblico e critica, segna la fine del duo formato da Bootie Brown e da Imani. L'album presenta 7 interludi e nessun featuring di rilievo in 23 tracce, molte delle quali prodotte da Space Boy Boogie X.
RapRewievs assegna ad Humboldt Beginnings 6.5/10, invece per AllMusic l'album è da due stelle e mezzo su cinque.
| Recensione | Giudizio |
| ---------- | -------- |
| AllMusic   | [ 3 ]    |
| RapReviews | [ 2 ]    |

## Tracce
1. Homegrown – 2:18 (musica: The Pharcyde)
2. The Uh-Huh – 2:55 (musica: 88-Keys)
3. Storm – 3:38 (musica: Space Boy Boogie X)
4. Skit – 0:11
5. Knew U – 3:11 (musica: Space Boy Boogie X)
6. Skit – 0:20
7. The Art of Sharing – 2:48 (musica: The Pharcyde)
8. Bongloads II – 3:52 (musica: Space Boy Boogie X)
9. Skit – 0:11
10. Rules & Regolations – 4:38 (musica: Space Boy Boogie X)
11. Skit – 0:15
12. Illusions – 3:46 (musica: The Pharcyde)
13. Mixedgreens (featuring Destani Wolf & The Enforcer) – 4:05 (musica: Space Boy Boogie X)
14. Right B4 – 3:49 (musica: Space Boy Boogie X)
15. Clouds – 1:55 (musica: Space Boy Boogie X)
16. Skit – 0:41
17. The Bomb – 3:36 (musica: Space Boy Boogie X)
18. The Climb / Paranoia – 4:07 (musica: The Pharcyde)
19. Skit – 0:41
20. Choices – 4:14 (musica: 88-Keys)
21. Skit – 0:54
22. Dedication – 5:33 (musica: The Pharcyde)
23. Outro: Praise / Fastlife – 6:33 (musica: Space Boy Boogie X)

Durata totale: 64:11